# Negayan
Negayan is een geslacht van spinnen uit de  familie van de Anyphaenidae (buisspinnen).

## Soorten
- Negayan ancha Lopardo, 2005
- Negayan argentina Lopardo, 2005
- Negayan cerronegro Lopardo, 2005
- Negayan coccinea (Mello-Leitão, 1943)
- Negayan enrollada Lopardo, 2005
- Negayan excepta (Tullgren, 1901)
- Negayan paduana (Karsch, 1880)
- Negayan puno Lopardo, 2005
- Negayan tarapaca Lopardo, 2005
- Negayan tata Lopardo, 2005
- Negayan tridentata (Simon, 1886)
- Negayan tucuman Lopardo, 2005